# Satélite de Reentrada Atmosférica

SARA Suborbital

SARA - Satélite de Reentrada Atmosférica era um projeto de satélite Brasileiro, com o objetivo de efetuar experimentos em ambiente de micro gravidade e retorná-los a Terra.

## SARA Suborbital
O planejamento de voos inclui um primeiro voo de teste sub-orbital (SARA Suborbital 1) em 2012 usando um foguete VS-40 lançado do Centro de Lançamento de Alcântara. O apogeu previsto é de 350 km com um alcance de 300 km. O tempo disponível do satélite em ambiente de microgravidade vai ser por volta de 8 minutos, após os quais reentrará na atmosfera sendo recuperado no mar, a 100 km da costa de Parnaíba, porém, em 2015 o foguete VS-40 acabou explodindo em solo e foi decretado a falha da missão.
Um segundo voo sub-orbital estava planejado (SARA Suborbital 2), para testar os sistemas de controle de atitude em voo e o motor de saída de órbita. No entanto, após o lançamento ocorrido em 2015, o projeto foi descontinuado no final de 2018.

### Configuração
A plataforma "Sara sub-orbital" pesa 350 kg e é dividida em quatro subsistemas:
- Estrutural
- Elétrico - inclui atuadores a gás frio, projetados para anular a velocidade angular do satélite depois do lançamento
- Recuperação - 3 paraquedas: piloto, freio e principal

SARA no VS-40

- Módulo de Experimento (MEXP)   SARA no VS-40

## SARA Orbital
A versão orbital do satélite iria operar numa órbita circular baixa de 300 km, durante um máximo de 10 dias.